# ماریا سورا
ماریا سِوِرا-اونوفریانا (به پرتغالی: Maria Severa-Onofriana؛ ۲۶ ژوئیه ۱۸۲۰–۳۰ نوامبر ۱۸۴۶) که همچنین به سادگی با نام سِوِرا شناخته شده یک خواننده اهل پرتغال است. او به عنوان اولین خواننده فادو شهرت یافته و بلافاصله پس از مرگ، موقعیتی افسانه‌ای یافت. فادو در پرتغالی به عنوان «بلوز» تجلی یافته و فادو تقریباً به معنی «تقدیر» است.
در ۲۶ ژوئیه ۲۰۱۶ موتور جستجوی گوگل به مناسبت ۱۹۶مین سالروز تولد سِوِرا و به افتخار او گوگل دودل صفحه اصلی خود را در پرتغال تغییر داد.